# Ámpeloi
Ámpeloi (Ampeloi) är en ort i Grekland.   Den ligger i prefekturen Nomós Serrón och regionen Mellersta Makedonien, i den nordöstra delen av landet, 300 km norr om huvudstaden Aten. Ámpeloi ligger 26 meter över havet och antalet invånare är 458.
Terrängen runt Ámpeloi är platt åt nordost, men åt sydväst är den kuperad. Runt Ámpeloi är det ganska glesbefolkat, med 42 invånare per kvadratkilometer. Närmaste större samhälle är Serrai, 17,3 km nordost om Ámpeloi. Trakten runt Ámpeloi består till största delen av jordbruksmark.